# Xarnuta confusa
Xarnuta confusa är en tvåvingeart som beskrevs av Malloch 1939. Xarnuta confusa ingår i släktet Xarnuta och familjen borrflugor. Inga underarter finns listade i Catalogue of Life.